# Liste der Naturdenkmale in Rammenau
Die Liste der Naturdenkmale in Rammenau enthält sämtliche Naturdenkmale der sächsischen Gemeinde Rammenau, die bis Juni 2006 erfasst wurden. Grundlage bildet der Flächennutzungsplan der Verwaltungsgemeinschaft Bischofswerda.

## Liste
Link zu einem Kartenansichtstool, um Koordinaten zu setzen.
| Bild                          | Bezeichnung                                | Lage | Beschreibung                                                                                        | Datum | Nummer |
| ----------------------------- | ------------------------------------------ | --- | --------------------------------------------------------------------------------------------------- | ----- | ------ |
| mehr Fotos \| Fotos hochladen | Röderquelle                                | Rammenau Ortsteil Röderbrunn (51° 10′ 24,6″ N, 14° 6′ 4,4″ O)                                                                 | |       | 148    |
| BW                            | Eichenallee                                | Rammenau auf dem Schafteichdamm (51° 9′ 34,5″ N, 14° 7′ 15,7″ O)                                                              | |       | 170    |
| Fotos hochladen               | Ostufer des Bretteiches                    | Rammenau (51° 9′ 34,5″ N, 14° 8′ 10,4″ O)                                                                                     | |       | 197    |
| Fotos hochladen               | Buche, „Runde Buche“                       | Rammenau Rotbuchen am Waldesrand hinter der Waldscheibe in Richtung Autobahn (51° 10′ 17″ N, 14° 7′ 30,9″ O)                  | einst zehn Buchenstämme, heute noch zwei                                                            |       | 231    |
| mehr Fotos \| Fotos hochladen | Eiche, angebliche „Friedenseiche“ von 1649 | Rammenau 300 Meter westlich des Gutparkes auf einer Wiese, westlich des Schlosses (im Grund) (51° 9′ 28,1″ N, 14° 7′ 21,9″ O) | Dreißigjähriger Krieg (1618–48)                                                                     |       | 233    |
| BW                            | Linde                                      | Rammenau Hubrichtberg (gegenüber der Schlossmühle) (51° 9′ 49,9″ N, 14° 7′ 2,7″ O)                                            | auf 340,5 Meter                                                                                     |       | 234    |
| Fotos hochladen               | Lindengruppe                               | Rammenau Kleppischberg (51° 9′ 21,9″ N, 14° 7′ 0,6″ O)                                                                        | auf 343,9 Meter (fünf Linden im Halbkreis, 1817 gepflanzt)                                          |       | 235    |
| Fotos hochladen               | Eiche, „Große Eiche“                       | Rammenau 400 Meter westlich des Gutsparkes in Nähe eines Teiches (51° 9′ 28,1″ N, 14° 7′ 11,5″ O)                             | |       | 236    |
| Fotos hochladen               | Margareteneiche                            | Rammenau Ende Waldscheibe, Richtung Röderbrunn (51° 9′ 59,9″ N, 14° 6′ 50,2″ O)                                               | |       |        |
| Fotos hochladen               | Jahrhunderteiche                           | Rammenau im Pfarrgarten an der Johann-Gottlieb-Fichtestraße, hinter dem Kulturhaus (51° 9′ 14,7″ N, 14° 8′ 5,9″ O)            | gepflanzt am 1. April 1900 von Hermann Schreier und Armin Dreßler aus einem Reis der Eiche von 1649 |       |        |
| Fotos hochladen               | Luthereiche                                | Rammenau an der Gruna, gegenüber der Kirche (51° 9′ 15″ N, 14° 8′ 2,9″ O)                                                     | am 10. November 1883 zu Luthers 400. Geburtstag von Gläubigen gepflanzt                             |       |        |
| Fotos hochladen               | Friedenseiche 1871                         | Rammenau Hauptstraße, Eingang Wätzlich, zweiter Baum links (51° 9′ 11,7″ N, 14° 8′ 4,1″ O)                                    | Deutsch-Französischer Krieg 1870/71 (wahrscheinlich beim Bau der Staatsstraße 1872 gepflanzt)       |       |        |

## Nachweise
1. ↑  Naturdenkmale im Flächennutzungsplan Gemeinde Rammenau, Stand 2006 auf bischofswerda.de (PDF-Datei, S. 101–102), Memento von 2013.

- Karte mit allen Koordinaten:
- OSM |
- WikiMap